# Ewan Dobson

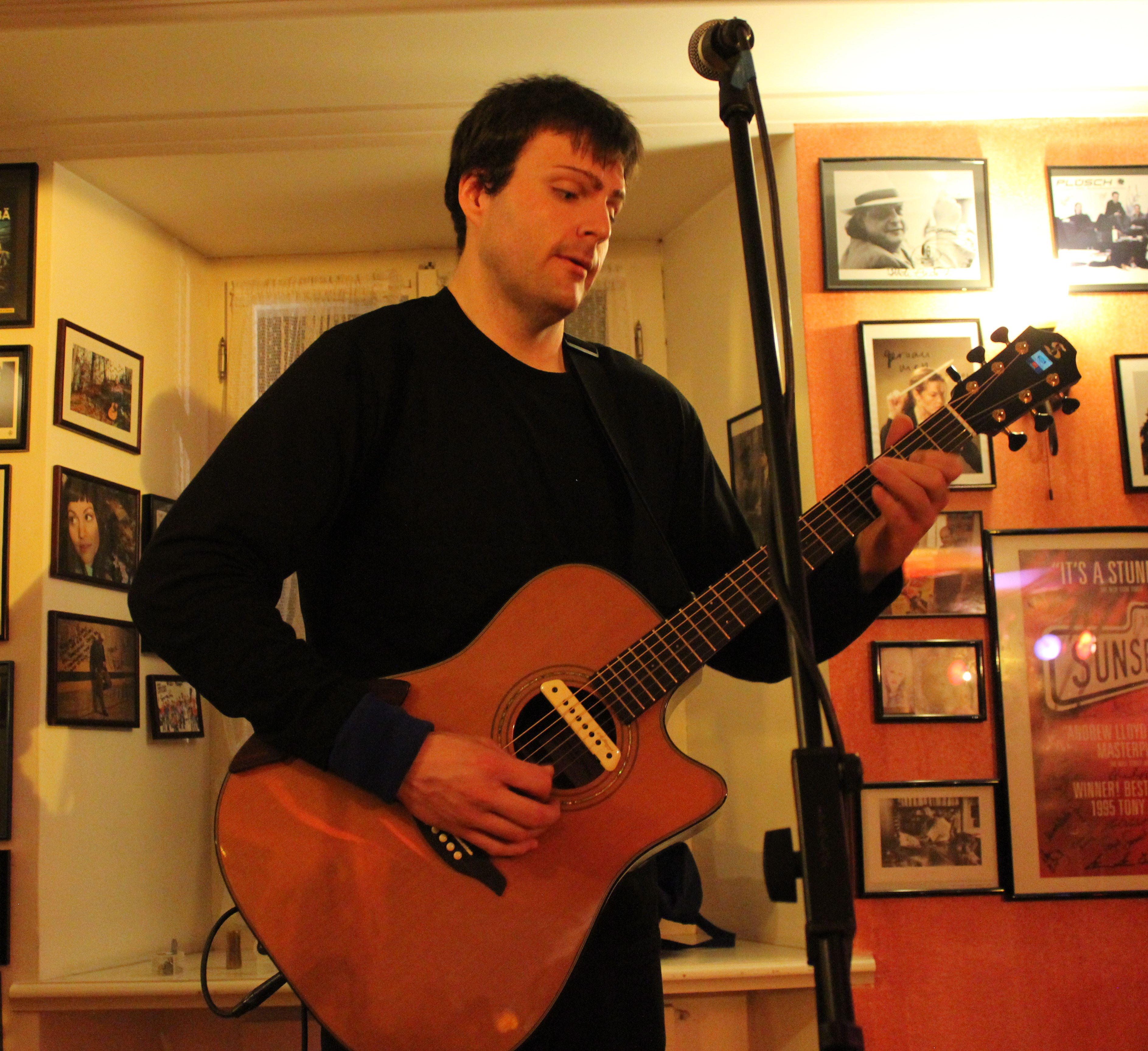

Ewan Dobson é um violonista do Canadá.
É famoso pelo seu fingerstyle playing.